# Manuel Roxas
Manuel Roxas Acuña (známý i jako Manuel A. Roxas; 1892–1948) byl filipínský státník. Po získání nezávislosti Filipín byl prvním prezidentem nezávislé Filipínské republiky.

## Život
Roxas v roce 1913 vystudoval právo, stal se právníkem, poté byl v roce 1921 zvolen poslancem. V následujícím roce se stal předsedou filipínského parlamentu. V roce 1938 byl ministrem financí ve vládě Filipínského společenství vedené Manuelem Quezónem.
Když Japonsko za druhé světové války napadlo Filipíny, doprovázel prezidenta Quezona na ostrov Corregidor, poté vedl odboj na ostrově Mindanao. Byl zajat Japonci v roce 1942, pak propuštěn, aby se ujal role ministerstva financí v kolaborantské vládě čele s Josém P. Laurelem. Udržoval však kontakty s filipínským odbojem. Během osvobozování Filipín byl spojenci zatčen a obviněn z kolaborace, ale generál Douglas MacArthur ho osvobodil a propustil.
Přestože spolupracoval s Japonci, stal se kandidátem Filipínské nacionalistické strany na prezidentský úřad a porazil prozatímního prezidenta Sergia Osmeñu. 4. července 1946 se Filipíny osamostatnily a Roxas zahájil svůj mandát. Členům odboje a levice bylo tehdy zakázáno zasedat v parlamentu, aby se usnadnilo přijetí zákonů příznivých pro americké ekonomické zájmy a pro vlastníky půdy. Během svého prezidentství Roxas poskytl Spojeným státům právo používat různé vojenské základny i obchodní výhody. Musí se vypořádat s problémy s korupcí v provinciích i s agitací radikálů z Filipínské komunistické strany.
10. března 1947, když Roxas pronášel projev na Plaza Miranda, byl na něho spáchán atentát. Julio Guillen, nespokojený holič z Tonda, mu hodil na pódium granát. Atentátník byl pak zatčen, odsouzen a 16. června 1950 popraven elektrickým proudem v Muntinlupě. V roce 1948 Roxas vyhlásil v zájmu národního smíření všeobecnou amnestii zaměřenou na všechny, kdo se kompromitovali kolaborací s Japonci, kromě těch, kteří spáchali násilné zločiny.
15. dubna 1948 zemřel Roxas na infarkt. Jeho nástupcem se stal Elpidio Quirino. Manuel Roxas, první prezident nezávislých Filipín, vládl také nejkratší dobu. Jeho rodné město bylo na jeho počest přejmenováno na Roxas City.